# امین تارخ
امین تارخ (۲۰ مرداد ۱۳۳۲ – ۲ مهر ۱۴۰۱) بازیگر اهل ایران بود. او فعالیتش را پیش از انقلاب ۱۳۵۷ در تئاتر آغاز کرد و اولین حضورش در تلویزیون در مجموعهٔ شهر من، شیراز (۱۳۵۴) بود. فعالیت سینمایی او با بازی در مرگ یزدگرد (۱۳۶۰) به کارگردانی بهرام بیضایی آغاز شد. او چهره‌های تاریخی مانند حسن جوری در مجموعهٔ سربداران (۱۳۶۲) و ابن سینا در مجموعهٔ بوعلی سینا (۱۳۶۴) را به تصویر کشید. تارخ برای نقش‌آفرینی در ماه و خورشید (۱۳۷۵) برندهٔ سیمرغ بلورین بهترین بازیگر نقش مکمل مرد شد.
از دیگر نقش‌های برجستهٔ تارخ می‌توان به سرب (۱۳۶۷)، مادر (۱۳۶۸)، سارا (۱۳۷۱)، معصومیت ازدست‌رفته (۱۳۸۲)، پرونده هاوانا (۱۳۸۴) و اغما (۱۳۸۶) اشاره کرد.

## آغاز زندگی و تحصیل
تارخ ۲۰ مرداد ۱۳۳۲ در محلهٔ «سردوزک» شیراز زاده شد. پدرش در شش‌سالگی از شیراز به سیستان و بلوچستان منتقل شد. پس از سه سال به همراه خانواده به شیراز بازگشت و به تحصیلات خود ادامه داد. در سال ۱۳۵۱ به دانشگاه تهران راه یافت و در سال ۱۳۵۶ از دانشکدهٔ هنرهای نمایشی دانشگاه تهران دانش‌آموخته شد. او تحصیلات تکمیلی خود را در سال ۱۳۶۳ با کسب مدرک کارشناسی ارشد در رشتهٔ مدیریت فرهنگی در دانشگاه فارابی به پایان برد.

## فعالیت هنری
امین تارخ به عنوان هنرپیشهٔ آزاد به فعالیت می‌پرداخت. او نقش‌های مختلفی را در فیلم‌ها، سریال‌های تلویزیونی، و تئاتر ایفا کرد. وی هم به عنوان هنرپیشه و هم به عنوان عضو هیئت داوری در جشنواره‌های ملی مختلف و به عنوان عضو هیئت مدیره خانه سینما حضور داشت. او همچنین به عنوان میهمان به جشنواره‌های مسکو، ژاپن و آلمان دعوت شده بود.

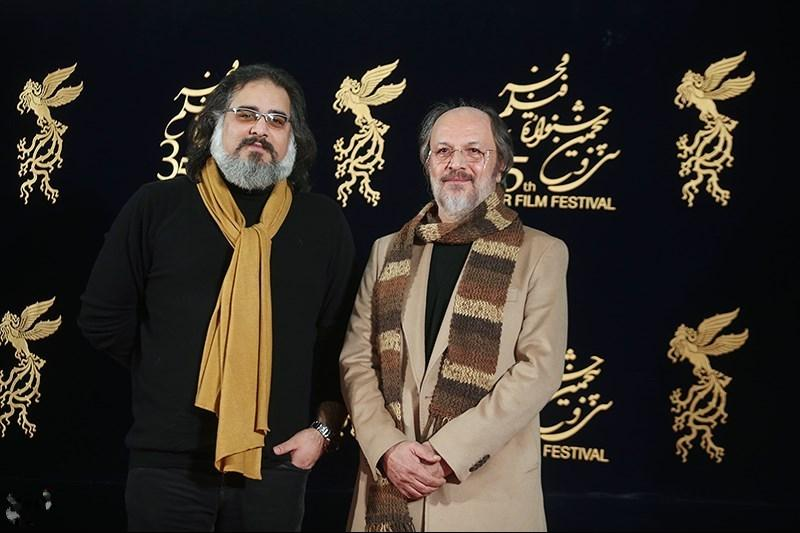
تارخ در سی و پنجمین دوره جشنواره فیلم فجر در ۱۳۹۵

تارخ از سال ۱۳۷۶ به عنوان یکی از چهره‌های برتر احیای تئاتر ایران شناخته شد. او در هجدهمین جشنوارهٔ تئاتر و فیلم فجر هم به عنوان یکی از اعضای هیئت داوران و هم به عنوان یکی از کارگردان‌های هنری حضور یافت. امین تارخ در سال ۱۳۷۸ موفق به دریافت لوح افتخار «هنرمند ملی» شد.
خبرگزاری فارس بعد از مرگش او را «نمادی موفق و مهم از هنر والای بعد از انقلاب» توصیف کرد.

## کارگاه آزاد بازیگری
او در سال ۱۳۷۳ نخستین مدرسهٔ بازیگری را به نام کارگاه آزاد بازیگری در تهران تأسیس کرد که یکی از مؤسسات آموزش بازیگری سینما در ایران محسوب می‌شود. تعدادی از دانش‌آموختگانِ کارگاه آزاد بازیگری تا سال ۱۳۸۷ جوایز هنرپیشهٔ برتر در رویدادهای گوناگون را به خود اختصاص داده‌اند. این مؤسسه در سال ۱۳۷۹ اقدام به برقراری ارتباط با سایر مدارس بین‌المللی آموزش بازیگری کرد و امین تارخ به مرکز فیلیندرز درامای استرالیای جنوبی دعوت شد. او دو سال نیز به عنوان مدرس در این دانشگاه تدریس کرد.
حبیب رضایی، رامین حاج عظیمی، مهتاب کرامتی، ترانه علیدوستی، پوریا پورسرخ، گلاره عباسی، مجید واشقانی فرهاد فاتحی و شبنم مقدمی از جمله دانش‌آموختگان این مدرسه بازیگری هستند.

## درگذشت

مزار امین تارخ در قطعهٔ هنرمندان بهشت زهرا

تارخ در ۲۸ شهریور ۱۴۰۱ در بیمارستانی در تهران بستری شد و در ۲ مهر درگذشت. دلیل مرگ او سکتهٔ قلبی اعلام شد. پیکر او در ۴ مهر ۱۴۰۱ در قطعه هنرمندان بهشت زهرا به خاک سپرده شد.

## کارنامهٔ هنری

### سینما
| سال تولید | نام فیلم                  | کارگردان                 |
| --------- | ------------------------- | ------------------------ |
| ۱۳۶۰      | مرگ یزدگرد                | بهرام بیضایی             |
| ۱۳۶۳      | سربداران                  | محمدعلی نجفی             |
| ۱۳۶۵      | چمدان                     | جلال مقدم                |
| ۱۳۶۶      | پرنده کوچک خوشبختی        | پوران درخشنده            |
| ۱۳۶۶      | پاییزان                   | رسول صدرعاملی            |
| ۱۳۶۷      | سرب                       | مسعود کیمیایی            |
| ۱۳۶۸      | جستجوگر                   | محمد متوسلانی            |
| ۱۳۶۸      | مادر                      | علی حاتمی                |
| ۱۳۷۰      | شقایق                     | مجید قاری‌زاده            |
| ۱۳۷۰      | دلشدگان                   | علی حاتمی                |
| ۱۳۷۱      | مجسمه                     | ابراهیم وحیدزاده         |
| ۱۳۷۱      | سارا                      | داریوش مهرجویی           |
| ۱۳۷۲      | آنها هیچ‌کس را دوست ندارند | جعفر سیمایی              |
| ۱۳۷۳      | آرزوی بزرگ                | خسرو شجاعی               |
| ۱۳۷۴      | ماه و خورشید              | محمدحسین حقیقی           |
| ۱۳۷۴      | شیخ مفید                  | فریبرز صالح و سیروس مقدم |
| ۱۳۷۴      | توطئه                     | علی قوی‌تن                |
| ۱۳۷۶      | هفت سنگ                   | عبدالرضا نواب صفوی       |
| ۱۳۷۶      | قاعده بازی                | احمدرضا معتمدی           |
| ۱۳۷۶      | ساغر                      | سیروس الوند              |
| ۱۳۷۷      | عشق + ۲                   | رضا کریمی                |
| ۱۳۸۳      | رازها                     | محمدرضا اعلامی           |
| ۱۳۸۴      | پرونده هاوانا             | علیرضا رئیسیان           |
| ۱۳۸۴      | پابرهنه در بهشت           | بهرام توکلی              |
| ۱۳۸۵      | ساعت ۲۵                   | مسعود آب‌پرور             |
| ۱۳۸۵      | رئیس                      | مسعود کیمیایی            |
| ۱۳۸۸      | زمهریر                    | علی روئین‌تن              |
| ۱۳۸۸      | باغ قرمز                  | امیر سماواتی             |
| ۱۳۹۵      | پشت دیوار سکوت            | مسعود جعفری جوزانی       |
| ۱۳۹۵      | بن‌بست وثوق                | حمید کاویانی             |

#### به عنوان تهیه‌کننده
- ۱۳۷۹ - نوبت دوم
- ۱۳۸۱ - کودکانه

### مجموعهٔ تلویزیونی
| سال       | نام مجموعه                         | کارگردان                                 | پخش                 |
| --------- | ---------------------------------- | ---------------------------------------- | ------------------- |
| ۱۴۰۰      | خسوف                               | مازیار میری                              | شبکه نمایش خانگی    |
| ۱۳۹۹      | آقازاده                            | بهرنگ توفیقی                             | شبکه نمایش خانگی    |
| ۱۳۹۷      | رهایم نکن                          | محمدمهدی عسگرپور                         | رمضان ۱۳۹۷ شبکه ۳   |
| ۱۳۹۶      | سایه‌بان                            | جمشید محمودی                             | زمستان ۱۳۹۶ شبکه ۲  |
| ۱۳۹۳      | گاهی به پشت سر نگاه کن             | مازیار میری                              | رمضان ۱۳۹۴ شبکه ۲   |
| ۱۳۸۹      | جراحت                              | محمدمهدی عسگرپور                         | شبکهٔ ۳              |
| ۱۳۸۸      | خسته‌دلان                           | سیروس الوند                              | شبکه یک             |
| ۱۳۸۷–۱۳۹۳ | راه شیری                           | سامان مقدمعبدالحسن برزیدهمونا زندی حقیقی | شبکه دو             |
| ۱۳۸۶      | اغما                               | سیروس مقدم                               | شبکه اول رمضان ۱۳۸۶ |
| ۱۳۸۲      | معصومیت از دست رفته                | داود میرباقری                            | ۱۳۸۲ شبکه سوم       |
| ۱۳۸۱      | سفر سبز                            | محمدحسین لطیفی                           | ۱۳۸۱ شبکه ۳         |
| ۱۳۸۰      | باران عشق                          | احمد امینیفریدون حسن‌پور                  | شبکه تهران          |
| ۱۳۷۷–۱۳۷۶ | هفت‌سنگ                             | سید عبدالرضا نواب‌صفوی                    | شبکه ۲              |
| ۱۳۷۳      | شیخ مفید                           | سیروس مقدمفریبرز صالح                    | شبکه ۲              |
| ۱۳۷۲–۱۳۷۱ | آپارتمان                           | اصغر هاشمی                               | شبکه ۱              |
| ۱۳۷۱      | محکمه عدالت                        | حسن هدایت                                | شبکه ۱              |
| ۱۳۶۴      | بوعلی سینا                         | کیهان رهگذار                             | شبکه ۲              |
| ۱۳۶۲–۱۳۶۰ | سربداران                           | محمدعلی نجفی                             | شبکه ۱              |
| ۱۳۵۶      | ارثیه ایرانی                       | محمود محمد یوسف                          | تلویزیون ملی ایران  |
| ۱۳۵۵      | تله‌تئاتر «لازارتی، ببر گراز دندان» |                                          |                     |
| ۱۳۵۵–۱۳۵۴ | شهر من، شیراز                      | شاهرخ ذوالریاستین                        | تلویزیون ملی ایران  |

### برنامه‌های تلویزیونی
- گپ
- خندوانه
- دورهمی

### تئاتر
- ۱۳۵۲ - لورنزاچیو
- ۱۳۵۲ - هنری چهارم
- ۱۳۵۴ - اتللو
- ۱۳۵۵ - لازارتی
- ۱۳۵۵ - زن نیک سچوان
- ۱۳۵۸ - مرگ یزدگرد
- ۱۳۵۸ - بکت
- ۱۳۷۲ - تنبورنواز
- ۱۳۷۶ - شاعر

### دکلمه و موسیقی
- آلبوم عاشورایی «خورشید»[۱۴]
- آلبوم عاشورایی «سلام اولسون»[۱۵]
- آلبوم «صورتگر»

### گویندگی
- پویانمایی «ارض الطف» گویندگی به جای «حسین بن علی»

## جوایز و انتخاب‌ها
- جایزه بهترین بازیگر نقش اصلی مرد از جشنوارهٔ بین‌المللی فیلم جاده ابریشم Silk Road (ایرلند) برای فیلم بن‌بست وثوق - ۱۳۹۷[۱۶][۱۷]
- کاندید سیمرغ بلورین بهترین بازیگر نقش اول مرد برای فیلم پرونده هاوانا
- لوح تقدیر بازیگر نقش اول مرد مجله گزارش فیلم برای فیلم مجسمه - ۱۳۷۲
- دورهٔ ۱۵ جشنوارهٔ فیلم فجر (مسابقهٔ سینمای ایران) - ۱۳۷۵
- دورهٔ ۲۴ جشنوارهٔ فیلم فجر (مسابقهٔ سینمای ایران) - ۱۳۸۴
- برندهٔ سیمرغ بلورین بهترین بازیگر نقش مکمل مرد برای فیلم ماه و خورشید
- برندهٔ تندیس شبکهٔ سوم سیما بهترین بازیگر نقش اول مرد برای فیلم معصومیت از دست رفته
- برندهٔ تندیس حافظ مجلهٔ دنیای تصویر بهترین بازیگر نقش اول مرد برای فیلم معصومیت از دست رفته
- برندهٔ تندیس جشنوارهٔ عاشورائیان بهترین بازیگر نقش اول برای فیلم معصومیت از دست رفته
- لوح افتخار به‌عنوان «هنرمند ملی» - سال ۱۳۸۷[۱۸]